# Marin Bizanti
Marin Bizanti (Kotor, druga polovica 14. st. ), hrvatski vojni zapovjednik i pomorac iz Crne Gore.
Iz obitelji Bizanti, plemićke obitelji Hrvata iz Kotora.
Bio u mletačkoj službi za rata protiv Ugarske (1378. – 81.) i Genove (1379. – 81.) u ratu za Chioggiu. Na galiji »Catterina« probio je tursku blokadu na ušću Bojane i omogućio isplovljenje mletačkim brodovima.
LIT.: Šime Ljubić: Dizionario biografico degli uomini illustri della Dalmazia, Beč 1856., 36.